# Soil (canción)
Soil —en español: «Tierra»— es la séptima canción del álbum homónimo de la banda de rock estadounidense System of a Down. La canción habla respectivamente sobre la muerte.

## Contexto
El guitarrista de System of a Down, Daron Malakian, que escribió esta canción con el cantante principal Serj Tankian, la presentó en concierto diciendo: "Esta canción trata sobre la muerte, los amigos que mueren y la vida que muere". En la canción, Tankian canta sobre un amigo con problemas que usa un arma para acabar con su vida. Soil era el nombre de la banda de Serj Tankian y Daron Malakian antes de que formaran System Of A Down. Esa palabra no aparece en la letra, lo cual no es raro en SOAD. Esta es una de las primeras canciones de System Of A Down. Lo tocaron en sus primeros conciertos cuando empezaron a actuar en 1995, y lo incluyeron en su primer álbum en 1998.